# Acropoli di Pergamo
L'Acropoli di Pergamo, situata nella moderna città di Bergama, in Turchia, è uno dei siti archeologici più significativi del periodo ellenistico. Con la sua posizione strategica su una collina che domina la pianura circostante, l'acropoli era il cuore politico, religioso e culturale della città di Pergamo, importante centro del regno attalide (III-II secolo a.C.).
L'acropoli ospitava una serie di strutture monumentali che riflettono la potenza e la ricchezza della città, tra cui il celebre Altare di Pergamo, il Tempio di Atena, il Teatro e la Biblioteca, che con i suoi 200.000 volumi rivaleggiava con quella di Alessandria. Oggi, l'acropoli di Pergamo è un sito Patrimonio dell'Umanità UNESCO.

## Acropoli Superiore

### Altare di Pergamo

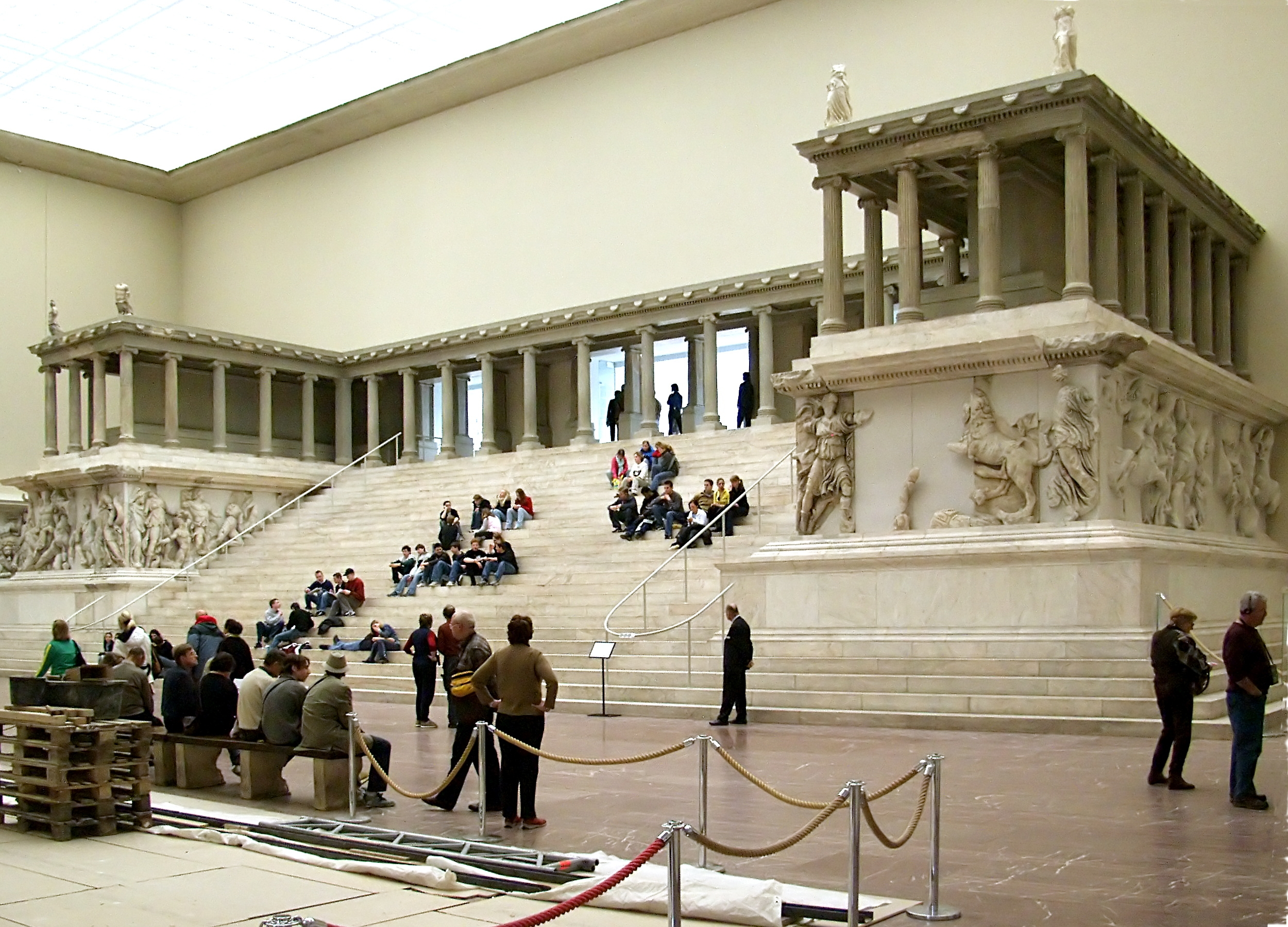
Il Grande Altare di Pergamo, esposto al Pergamon Museum di Berlino, Germania

La struttura più famosa della città è l'altare monumentale, talvolta chiamato Grande Altare, probabilmente dedicato a Zeus e Atena. Le sue fondamenta si trovano ancora nell'acropoli, ma i resti del fregio, che originariamente lo decoravano, sono esposti al Pergamonmuseum di Berlino, in una parziale ricostruzione.

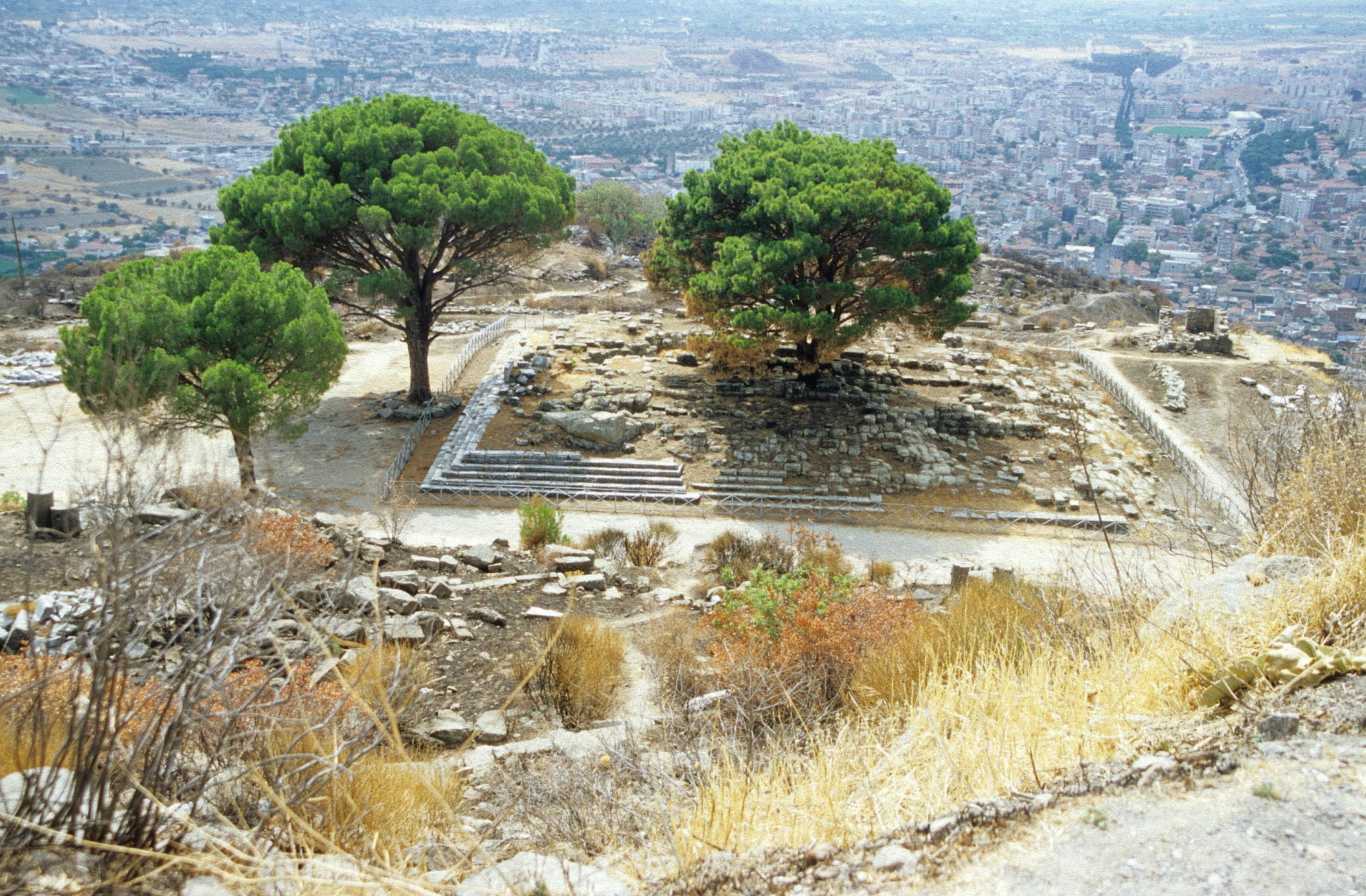
Fondamenta dell'altare di Pergamo

Per costruire l'altare, fu creata un'area pianeggiante tramite terrazzamenti, per orientarlo rispetto al vicino Tempio di Atena. La base dell'altare misurava circa 36 x 33 metri ed era decorata all'esterno con una rappresentazione dettagliata in altorilievo della Gigantomachia, la battaglia tra gli dei dell'Olimpo e i Giganti. Il fregio è alto 2,30 metri e ha una lunghezza totale di 113 metri, rendendolo il secondo fregio più lungo dell'antichità dopo il fregio del Partenone ad Atene. Una scala larga 20 m, incisa alla base sul lato occidentale, conduceva alla struttura superiore, circondata da un colonnato ionico . Le pareti interne di questo colonnato ospitavano un ulteriore fregio, che raffigurava la vita di Telefo, figlio di Eracle e fondatore mitologico di Pergamo. Questo fregio è alto circa 1,60 metri.
Nel Nuovo Testamento (Apocalisse), è lodata la fede dei credenti di Pergamo, che "abitano dove è il trono di Satana". Sì pensa che il riferimento sia all'altare di Pergamo, a causa della sua somiglianza con un gigantesco trono.

### Teatro

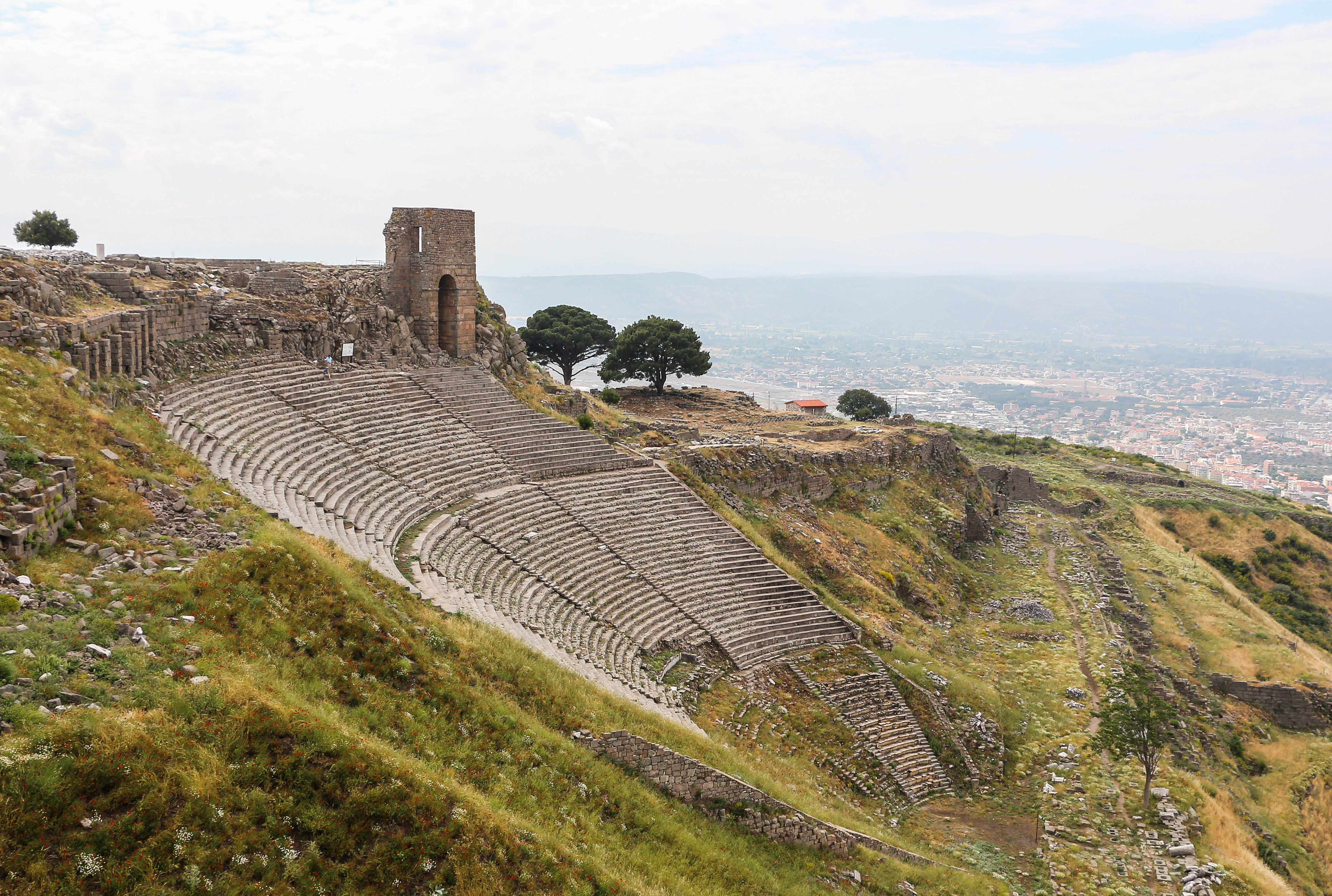
Il Teatro di Pergamo, uno dei teatri più ripidi al mondo, ha una capacità di 10.000 persone ed è stato costruito nel III secolo a.C.

Il teatro, ben conservato, risale al periodo ellenistico e poteva ospitare circa 10.000 persone, distribuite su 78 file di sedili. Con un'altezza di 36 metri, è il più ripido di tutti i teatri antichi. L'area dei posti a sedere (koilon) è suddivisa orizzontalmente da due passaggi, chiamati diazomata, e verticalmente da scale larghe 0.75 m, formando sette sezioni nella parte inferiore del teatro e sei nelle sezioni centrale e superiore. Al centro del teatro si trovava la loggia reale, costruita in marmo.
Sotto il teatro si trova una terrazza lunga 247 m e larga fino a 17,4 m, che poggiava su un alto muro di contenimento ed era incorniciata sul lato lungo da una stoà. Provenendo dal Mercato Superiore, si poteva accedere a questa terrazza da una torre-edificio situata all'estremità meridionale. Questa terrazza non aveva spazio per l'orchestra circolare, comune nei teatri greci, quindi fu costruito solo un edificio scenico in legno, smontabile quando non vi erano spettacoli. In questo modo, la vista lungo la terrazza verso il Tempio di Dioniso all'estremità settentrionale rimaneva libera. Un edificio scenico in marmo fu costruito solo nel I secolo a.C.
Ulteriori teatri furono edificati nel periodo romano: uno nella nuova città romana e l'altro nel santuario di Asclepio.

### Tempio di Traiano (Traianeum)

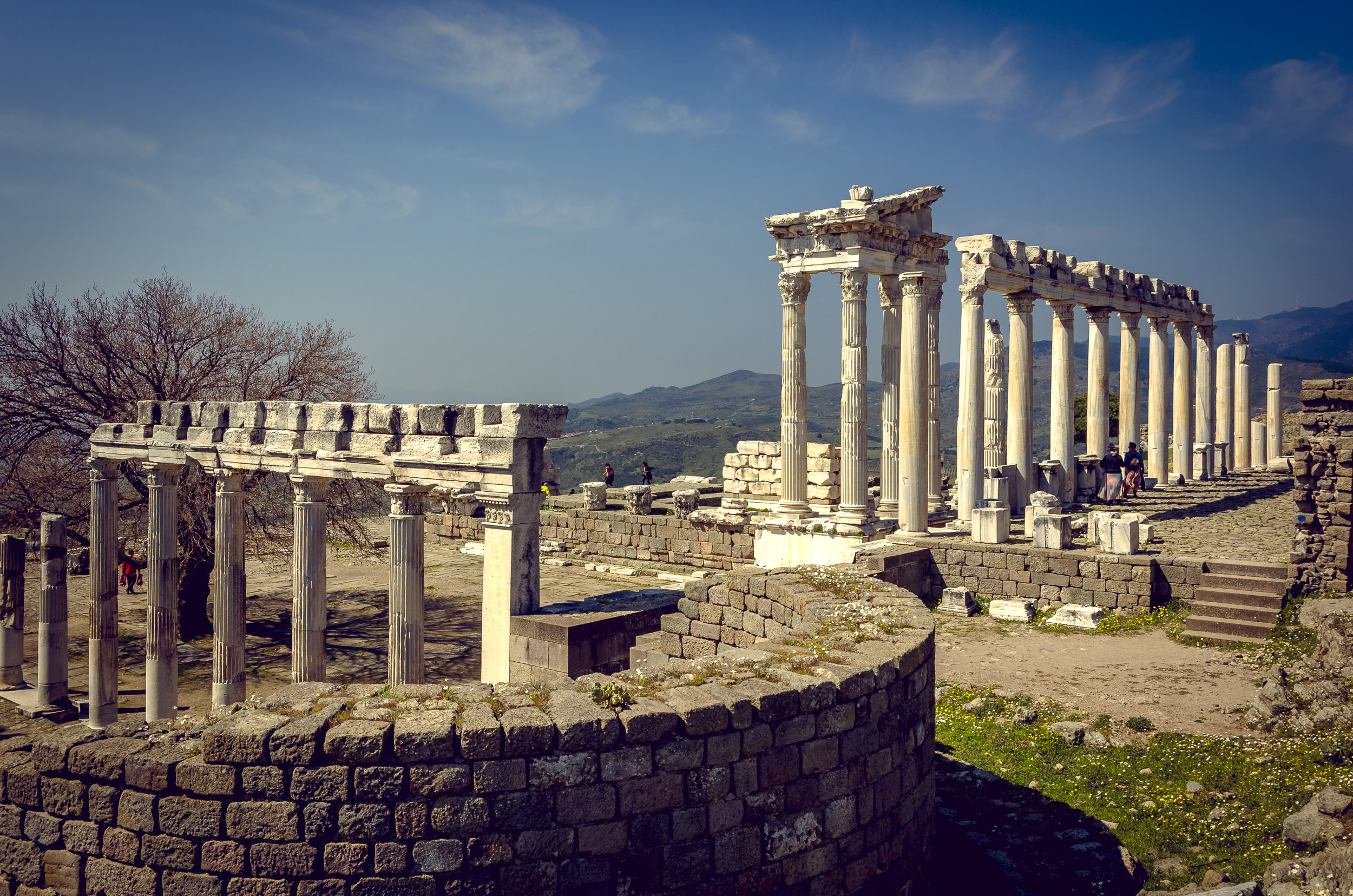
Il Traianeum

Nel punto più alto dell'acropoli si trova il Tempio di Traiano, il Traianeum o Trajaneum. Il Tempio è chiamato anche Tempio di Zeus Philios, poiché sia Zeus che Traiano venivano venerati nel Tempio, con il primo che condivideva lo spazio con il secondo. Il tempio si erge su un podio alto 2.9 m posto sopra una terrazza voltata. Il tempio stesso era un tempio corinzio periptero, largo circa 18 metri, con sei colonne sui lati corti e nove sui lati lunghi, e due file di colonne in antis. A nord, l'area era chiusa da una stoà alta, mentre sui lati ovest ed est era circondata da semplici muri in pietra squadrata, fino a quando ulteriori stoai furono aggiunte durante il regno di Adriano.
Durante gli scavi sono stati trovati frammenti di statue di Traiano e Adriano tra le macerie della cella, inclusi i loro ritratti scolpiti, oltre a frammenti della statua di culto di Zeus Philios.

### Tempio di Dioniso

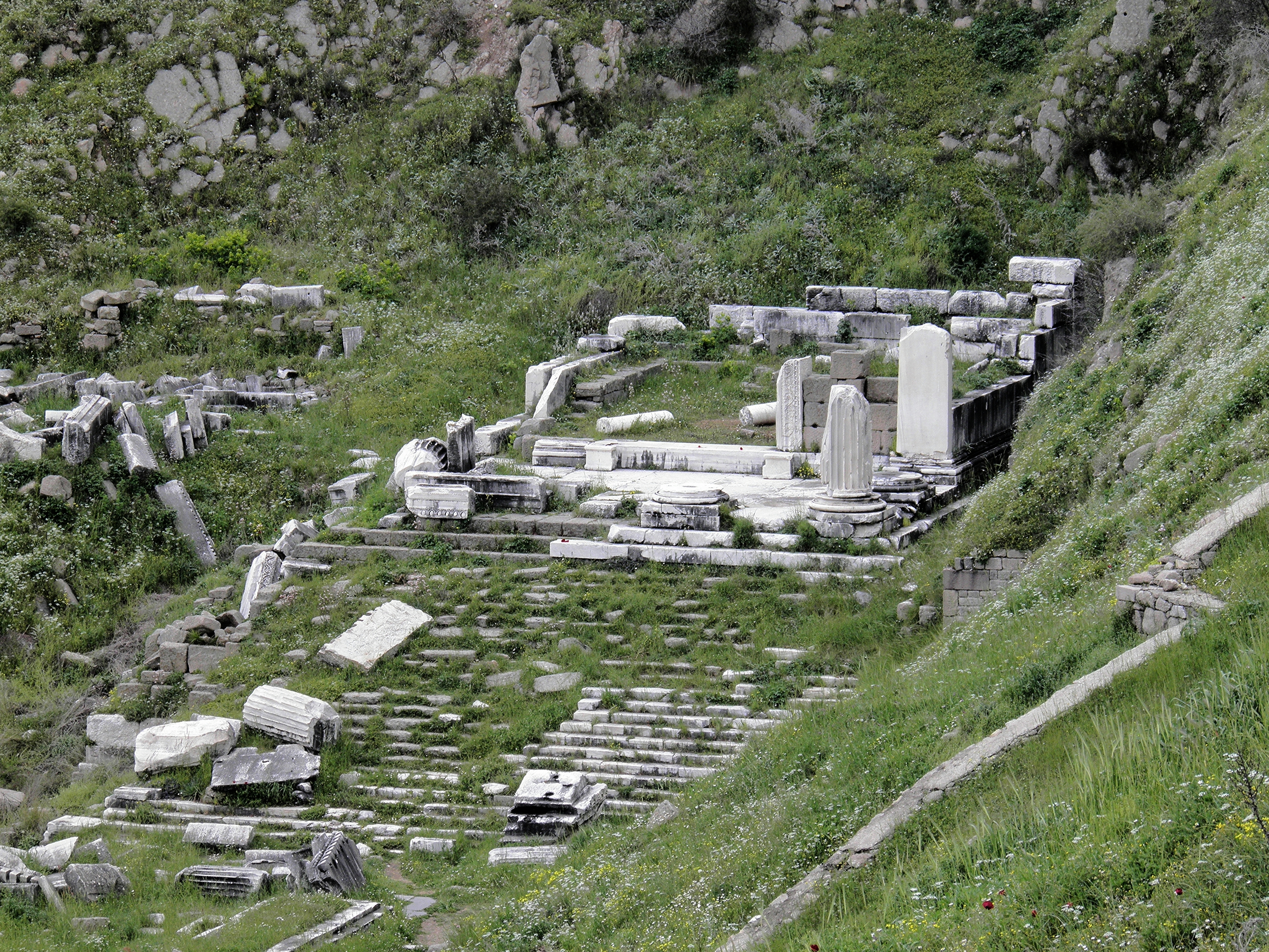
Il Tempio di Dioniso

A Pergamo, Dioniso aveva l'epiteto Kathegemon, 'la guida', ed era già venerato nell'ultimo terzo del III secolo a.C., quando gli Attalidi lo fecero diventare il dio principale della loro dinastia. Nel II secolo a.C., Eumene II (probabilmente) costruì un tempio per Dioniso all'estremità settentrionale della terrazza del teatro. Il tempio in marmo si trova su un podio, a 4,5 metri sopra il livello della terrazza del teatro, ed era un tempio ionico prostilo. Il pronaos era largo quattro colonne e profondo due colonne, ed era accessibile tramite una scalinata di venticinque gradini. Solo poche tracce della struttura ellenistica sopravvivono. La maggior parte della struttura esistente deriva da una ricostruzione del tempio che probabilmente ebbe luogo sotto Caracalla, o forse sotto Adriano.

### Tempio di Atena

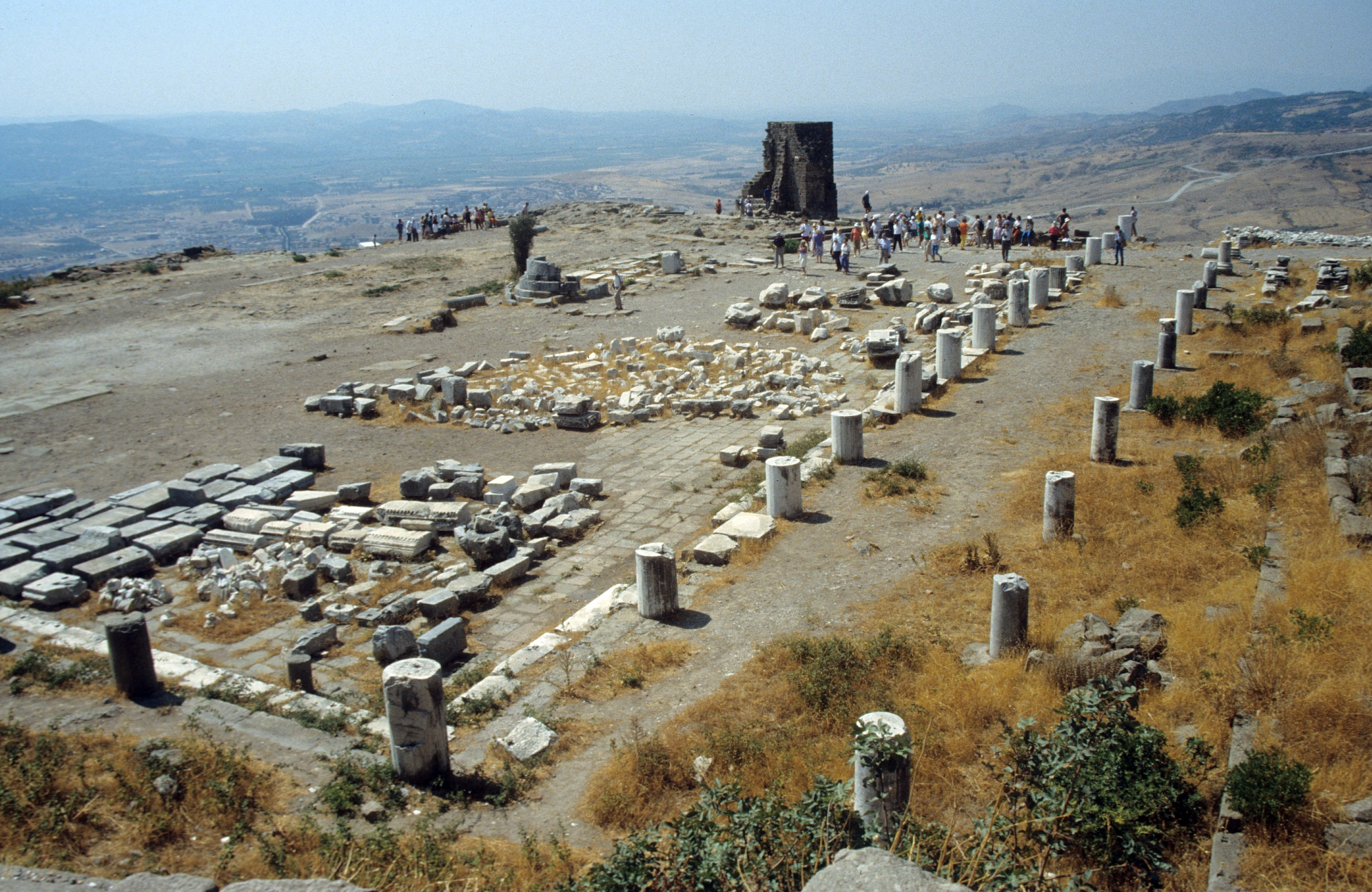
Tempio di Atena

Il tempio più antico di Pergamo è un santuario di Atena, risalente al IV secolo a.C. Era un tempio dorico peripteros orientato a nord, con sei colonne sul lato corto e dieci sul lato lungo e una cella divisa in due stanze. Le fondamenta, che misurano circa 12,70 x 21,80 metri, sono ancora visibili oggi. Le colonne erano alte circa 5,25 metri, con un diametro di 0,75 metri, e la distanza tra le colonne era di 1,62 metri, rendendo la colonnata molto leggera per un tempio di questo periodo. Questo si riflette nella forma dei triglifi, che di solito consistono in una sequenza di due triglifi e due metope, ma qui sono composti da tre triglifi e tre metope. Le colonne del tempio sono lisce e conservano bossage, ma non è chiaro se ciò fosse dovuto a negligenza o incompletezza.
Sotto Eumene II, fu aggiunta una stoà a due piani che circondava il tempio su tre lati, insieme al propileo nell'angolo sud-est, che oggi si trova, in gran parte ricostruito, nel Museo di Pergamo a Berlino. La balaustra del livello superiore delle stoà nord ed est era decorata con rilievi raffiguranti armi che commemoravano la vittoria militare di Eumene II. La costruzione mescolava colonne ioniche e triglifi dorici (dei quali cinque triglifi e metope sopravvivono). Nell'area del santuario, Attalo I ed Eumene II costruirono monumenti commemorativi di vittorie, tra cui le dediche galliche. La stoà settentrionale sembra essere stata il sito della Biblioteca di Pergamo.

### Biblioteca
La Biblioteca di Pergamo era la seconda più grande del mondo greco antico dopo la Biblioteca di Alessandria, contenendo almeno 200.000 rotoli. La posizione dell'edificio della biblioteca non è certa. Dalle prime campagne di scavo del XIX secolo, è stata generalmente identificata con un annesso della stoà settentrionale del santuario di Atena nella Cittadella Superiore, costruito da Eumene II. Tuttavia, iscrizioni trovate nel ginnasio che menzionano una biblioteca potrebbero indicare che l'edificio si trovasse in quell'area.

### Altre strutture

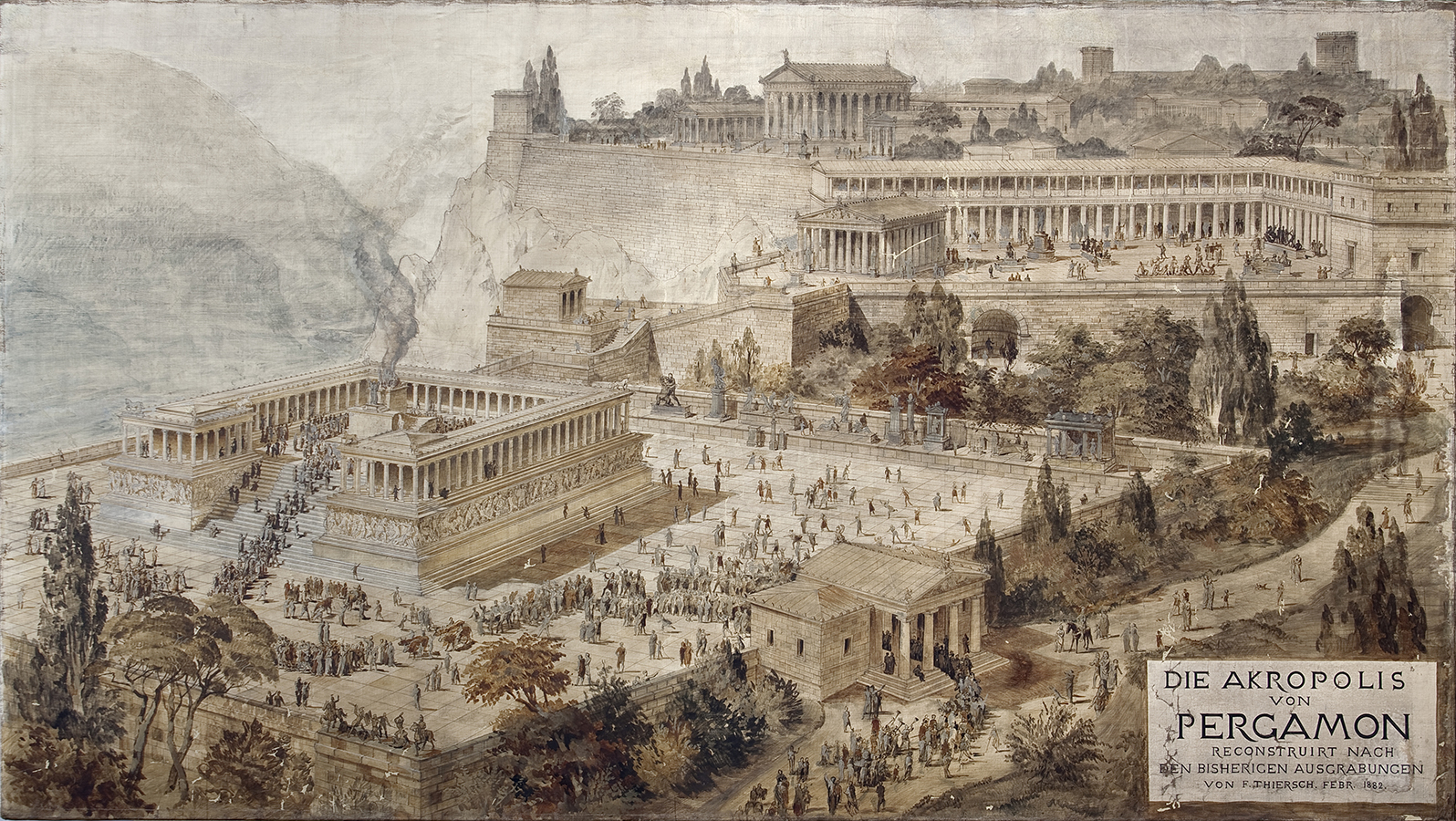
Ricostruzione dell'acropoli di Pergamo, Friedrich Thierch, 1882

Altre strutture significative dell'acropoli alta:
- I palazzi reali, di cui sono sopravvissute solo le fondamenta
- L'Heroön, dove i re di Pergamon, in particolare Attalo I and Eumene II, erano adorati.[16] La struttura si componeva di un peristilio intorno a cui si aprivano vari ambienti.
- L'Agora superiore, a pianta a L, di età ellenistica
- Le terme romane
- L'Heroön di Diodorus Pasporos
- Gli arsenali

Dalla punta dello sperone su cui si trovano i resti degli arsenali è possibile vedere nella vallata sottostante i resti dell'acquedotto, costruito in età romana, che riforniva Pergamo 

## Acropoli bassa

### Ginnasio superiore, medio, inferiore

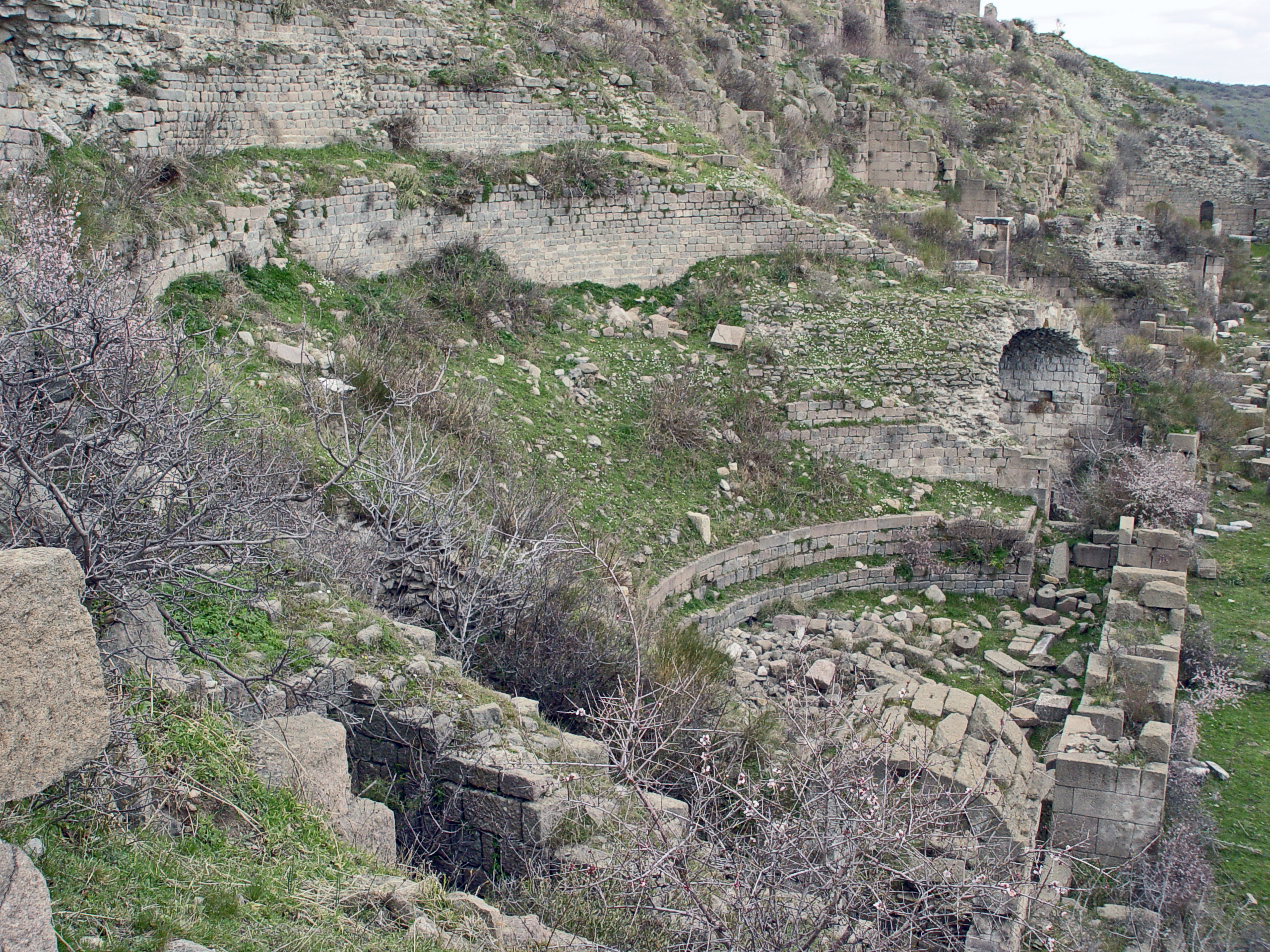
Area del Gymnasium vicino alla terrazza superiore

Un'ampia area di ginnasi fu costruita nel II secolo a.C. sul lato sud dell'Acropoli. Era composta da tre terrazze, con l'ingresso principale situato nell'angolo sud-est della terrazza inferiore. La terrazza più bassa e meridionale è piccola e quasi priva di edifici. È conosciuta come ginnasio inferiore ed è stata identificata come il ginnasio dei ragazzi. La terrazza centrale misurava circa 250 metri di lunghezza e 70 metri di larghezza al centro. Sul lato nord c'era una sala a due piani. Nella parte est della terrazza si trovava un piccolo tempio prostilo in stile corinzio. Tra la terrazza centrale e quella superiore si trovava uno stadio coperto.
La terrazza superiore misurava 150 x 70 metri, rendendola la più grande delle tre. Consisteva in un cortile circondato da stoà e altre strutture, con dimensioni approssimative di 36 x 74 metri. Questo complesso è identificato come una palestra e aveva una sala per lezioni a forma di teatro oltre la stoà settentrionale, probabilmente di epoca romana, e una grande sala per banchetti al centro. Ulteriori stanze di funzione incerta erano accessibili dalle stoà. A ovest si trovava un tempio a ante di stile ionico, il santuario centrale del gymnasium. L'area orientale fu sostituita da un complesso di bagni romani in epoca romana. Ulteriori bagni romani furono costruiti a ovest del tempio ionico.

### Santuario di Era

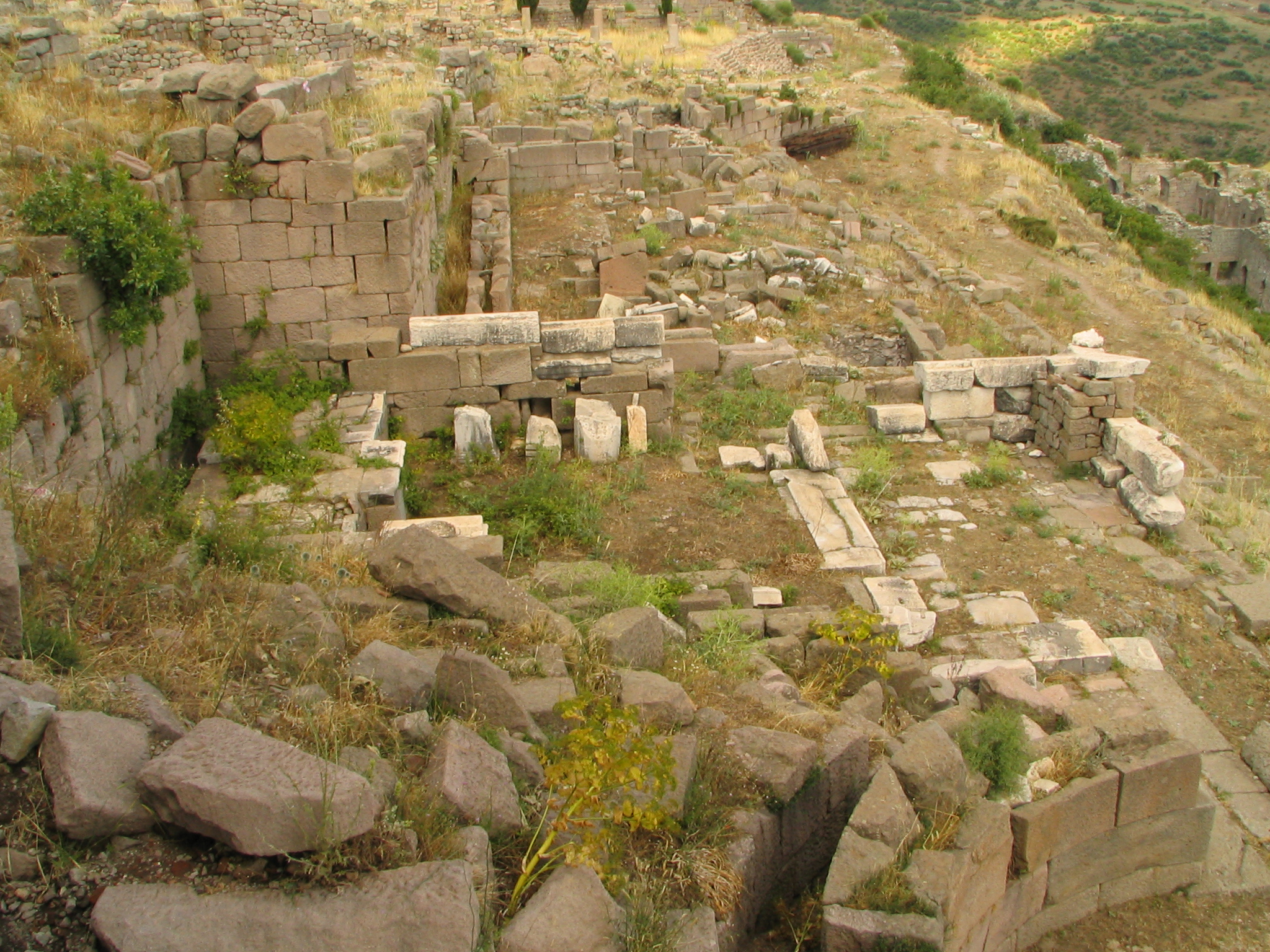
Tempio e santuario di Hera visti da ovest

Il santuario di Era Basileia ('la Regina') si trovava a nord della terrazza superiore del ginnasio. La sua struttura si sviluppa su due terrazze parallele: quella meridionale a circa 107,4 metri sul livello del mare e quella settentrionale a circa 109,8 metri. Il Tempio di Era si trovava al centro della terrazza superiore, rivolto a sud, con un'esedra larga circa 6 m a ovest e un edificio dalla funzione poco chiara a est. Le due terrazze erano collegate da una scalinata di undici gradini, larga circa 7,5 metri, che scendeva dalla facciata del tempio.
Il tempio misurava circa 7 metri di larghezza per 12 di lunghezza e poggiava su una base a tre gradini. Era un tempio dorico tetrastilo prostilo, con tre triglifi e metope per ciascun intervallo dell'architrave. Tutti gli altri edifici del santuario erano costruiti in trachite, ma la parte visibile del tempio era in marmo, o almeno rivestita di marmo. La base dell'immagine di culto all'interno della cella sosteneva tre statue di culto.
Le iscrizioni sopravvissute sull'architrave indicano che l'edificio era il tempio di Era Basileia e che fu eretto da Attalo II.

### Tempio di Demetra

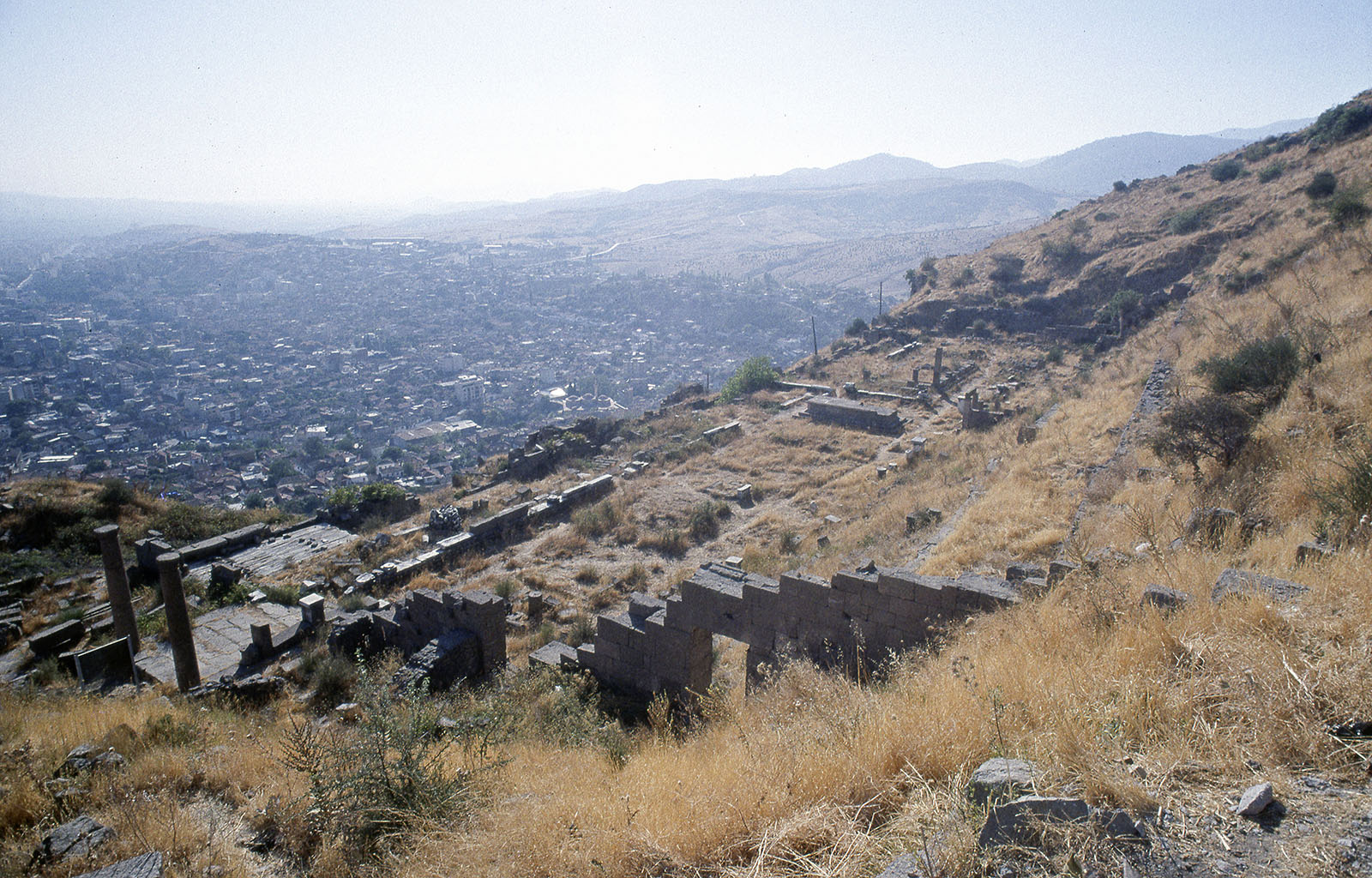
Tempio di Demetra visto da est

Il Tempio di Demetra a occupava un'area di 50 x 110 metri sul livello centrale della pendice sud della cittadella. Il tempio era molto antico; la sua costruzione risale al IV secolo a.C.
Il santuario era accessibile tramite un propilo da est, che conduceva a una corte circondata da stoà su tre lati. Al centro della metà occidentale di questa corte sorgeva il tempio ionico di Demetra, un semplice Tempio in antis, delle dimensioni di 6,45 x 12,7 metri, con un portico in ordine corinzio che fu aggiunto durante il periodo di Antonino Pio. Il resto della struttura era di epoca ellenistica, costruita in marmo locale, e presentava un fregio marmoreo decorato con bucrania. Circa 9,5 metri davanti all'edificio rivolto a est, si trovava un altare, lungo 7 metri e largo 2,3 metri. Il tempio e l'altare furono costruiti per Demetra da Filéteo, suo fratello Eumene e loro madre Boa.
Nella parte est della corte, c'erano più di dieci file di sedili disposte davanti alla stoà settentrionale per i partecipanti ai misteri di Demetra. Circa 800 iniziati potevano sedersi su questi seggi.

### Altre strutture della parte bassa dell'acropoli
La parte bassa dell'acropoli comprende anche:
- Building Z: edificio costruito sulle fondamenta di uno antico in cui si trovano mosaici ben conservati
- La Casa di Attalo, costruzione ellenistica con un peristilio di cui si conservano mosaici e stucchi colorati su una parete
- L'Agorà bassa, sorta sotto Eumene II. Circondata da portici dorici intorno a cui sorgevano le botteghe.
- La porta di Eumene II